# Isol

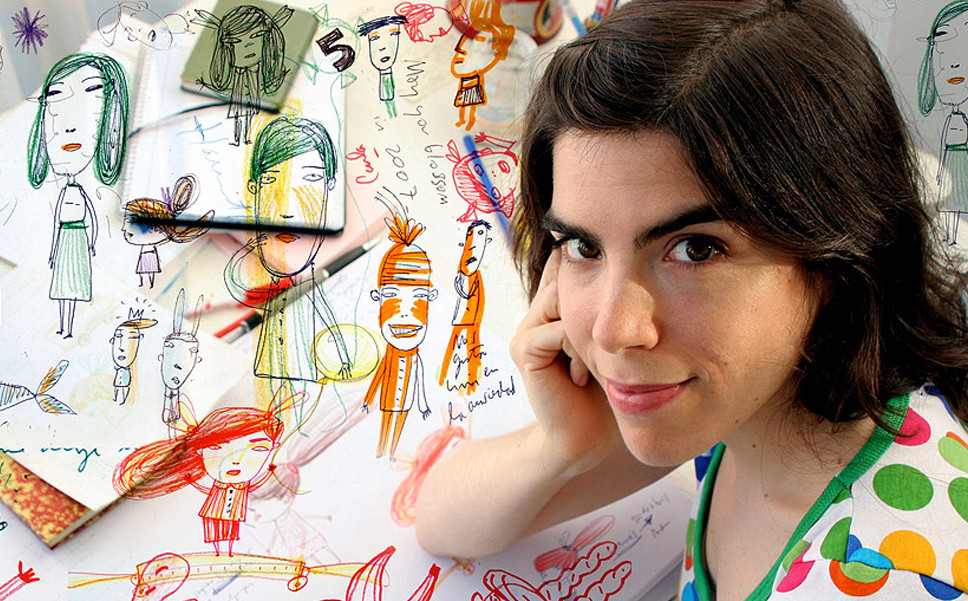
Isol Misenta

Isol, pseudonimo di Marisol Misenta (Buenos Aires, 6 marzo 1972), è un'illustratrice, scrittrice e cantante argentina.

## Biografia
Isol, nome d'arte di Marisol Misenta, è cresciuta a Buenos Aires, città in cui vive, figlia di una cantante di musica barocca e un padre scrittore e pittore. Suo fratello, Federico Zypce, è musicista e insieme hanno formato il progetto musicale Sima e pubblicato due album, Sima e Novela Gráfica.
Ha esordito lavorando come illustratrice per agenzie pubblicitarie e come decoratrice.
Diplomatasi in Belle Arti presso la Escuela nacional “Rogelio Yrurtia” nel 1989, ha studiato arte presso l'Università di Buenos Aires, per poi lasciarla e dedicarsi a tempo pieno al lavoro di illustratrice editoriale e autrice di libri e albi per bambini e ragazzi. I suoi libri illustrati sono stati pubblicati in Messico, Spagna, Francia, Italia, Svizzera, Corea, Stati Uniti e Argentina.
Il suo primo libro, Vida de perros, è stato pubblicato nel 1997 dopo aver ricevuto una menzione d'onore al concorso "A la orilla del viento", del Fondo de Cultura Económica messicano (ed. ita.: Vita da cani, #logosedizioni, 2014). Da allora, Isol ha pubblicato libri di cui è al tempo stesso autrice e illustratrice e, in contemporanea, ha illustrato testi di scrittori come Graciela Montes, Jorge Luján, Paul Auster e Julio Cortázar. 
Nel 2017 il suo libro Petit, el monstruo, è diventato una serie animata per bambini.
Nel 2019 ha illustrato il volumetto Mariposa en el aire, con sette poesie di Federico García Lorca, inaugurando la collezione "Creciendo con palabras" del Plan Nacional de Lecturas del Ministero dell'Istruzione argentino.
Come cantante, Isol è stata la voce degli Entre Ríos dal 2000 al 2005, band elettropop argentina con cui ha realizzato tre album, pubblicati dalle etichette Indice Virgen (Argentina), Elefant Records (Spagna e Giappone), Darla Records (Stati Uniti) e Zafra (Messico). 
Parallelamente, dal 2002 è parte dell'ensemble di musica da camera barocca The Excuse.
Nel 2006 ha iniziato a collaborare come cantante con la band synth pop americana Alsace Lorraine, fondata a Chicago nel 2000 da Paul Francke: Isol è voce e co-autrice di sei brani dell'album Dark One, pubblicato da Darla Records.
Nel 2008, con suo fratello Zypce ha avviato il progetto SIMA. I due hanno pubblicato un primo disco intitolato Sima, con brani propri più due canzoni dello scrittore uruguaiano Dani Umpi. Nel 2014, Isol e Zypce hanno pubblicato il loro secondo album come Sima, Novela Gráfica, insieme ai musicisti Nicolás Cecinini e Pablo Chimenti. L'album si compone di 11 canzoni e 11 fumetti realizzati in collaborazione con illustratori e artisti visivi di diverse nazionalità.

## Critica letteraria
Il suo lavoro editoriale, che "rifugge stereotipi e luoghi comuni legati al mondo dell'infanzia", è permeato da uno spirito ludico. Il suo stile fa uso di una "tecnica di doppi contorni e un deliberato effetto di ‘fuori registro' in cui le linee e i colori non sono del tutto allineati", dando vita a un immaginario fatto di testi e disegni "assurdi ed eterei, caratterizzati da un registro che mescola tenerezza e sarcasmo, a volte duro e a volte dolce, come il tratto dei suoi lavori". I personaggi delle sue opere sono influenzati dal mondo del fumetto.

## Opere

### Libri
Selezione di titoli pubblicati:
- Cosas que pasan, Fondo de Cultura Económica, Messico, 1998 (ed. ita.: Cose che capitano, trad. di Valentina Vignoli, #logosedizioni, Modena, 2014)
- Regalo sorpresa, Fondo de Cultura Económica, Messico, 1998 (ed. ita.: Sorpresa!, #logosedizioni, Modena, 2012)
- Aroma de galletas, testo di Antonio Fernández Molina, Media Vaca, Spagna, 1999
- Intercambio cultural, Fondo de Cultura Económica, Messico, 2000 (ed. ita.: Scambio culturale, trad. di Valentina Vignoli, #logosedizioni, Modena, 2014)
- Equis y Zeta, testi di Jorge Luján, Altea, Messico, 2001
- Tic Tac, testi di Jorge Luján, Alfaguara Messico, 2001
- El globo, Fondo de Cultura Económica, Messico, 2002 (ed. ita.: Il palloncino, trad. di Valentina Vignoli, #logosedizioni, Modena, 2011)
- Secreto de familia, Fondo de Cultura Económica, Messico, 2003 (ed. ita.: Segreto di famiglia, trad. di Valentina Vignoli, #logosedizioni, Modena, 2019)
- El cuento de Auggie Wren, testi di Paul Auster, Editorial Lumen, Spagna, 2003
- Mon corps et moi, testo di Jorge Luján, Ediciones Rouergue, Francia, 2003
- Piñatas, Editorial del Eclipse, Argentina, 2004
- Ser y parecer, testi di Jorge Luján, SM, Messico, 2005 (ed. ita.: Essere o apparire, trad. di Sara Ragusa, Terre di Mezzo, Milano, 2015)
- Petit, el monstruo, RBA, Spagna, 2006
- Tener un patito es útil, Fondo de Cultura Económica, Messico, 2007 (ed. ita.: È utile avere una paperella, trad. di Valentina Vignoli, #logosedizioni, Modena, 2016)
- Numeralia, testi di Jorge Luján, Fondo de Cultura Económica, Messico, 2007
- El bazar de los juguetes, versione di un tango di Yiso, Editorial Además, Argentina, 2008
- Pantuflas de perrito, testi di Jorge Luján con la partecipazione di bambini sudamericani, Editorial Almadía, Messico, 2009
- La bella Griselda, Fondo de Cultura Económica, Messico, 2010 (ed. ita.: La bella Griselda, trad. di Fabio Regattin, #logosedizioni, Modena, 2012)
- Cosas que pasan, Fondo de Cultura Económica, Messico, 2010 (ed. ita.: Cose che capitano, trad. di Valentina Vignoli, #logosedizioni, Modena, 2014)
- Nocturno, Fondo de Cultura Económica, Messico, 2011 (ed. ita.: Notturno. Ricettario dei sogni, #logosedizioni, Modena, 2013). Premio per il miglior album illustrato 2012 del Banco del Libro de Venezuela.
- El menino, Océano Travesía, Spagna, 2015 (ed. ita.: Nino, trad. di Valentina Vignoli, #logosedizioni, Modena, 2016)
- Abecedario a mano, Fondo de Cultura Económica, 2016
- Imposible, Fondo de Cultura Económica, Messico, 2018 (ed. ita.: Impossibile, trad. di Laura González, #logosedizioni, Modena, 2019)
- Paisaje de un día, testi di Federico García Lorca, Calibroscopio, Argentina, 2020
- La costura, Fondo de Cultura Económica, Argentina, 2021 (ed. ita.: Il rammendo, trad. di Mirta Cimmino, #logosedizioni, Modena, 2022)
- Animalia, testi di Julio Cortázar, Alfaguara, 2022

### Fumetti
Selezione di fumetti pubblicati:
- El circo, autopubblicazione, Buenos Aires, 1993
- La clave de su éxito, in Lápiz Japonés, Buenos Aires, 1995
- Feliz cumpleaños, in La Grieta, La Plata, 1996
- Los milagros del Querubín Valenciano, Fancomic!, Valencia, Spagna
- Amablemente, Ojo Mágico, Porto Alegre, Brasile, 1998
- Nubes, Ganadería Transhumante, Valencia, Spagna, 1998
- Manualidades, rivista Vestite y Andate, Buenos Aires, 1999
- Equis y Jota vol. 1, Altea, Messico
- La florista, Consecuencias - Historieta Argentina, Injuve, Casa de América, Madrid, Spagna, 2000
- Equis y Jota  vol. 2, Altea, Messico, 2002

## Mostre (selezione)
- Consecuencias, Casa de América, Injuve, Madrid, Spagna, 2001
- Ridículo y precioso, mostra personale, Centro culturale Recoleta, Buenos Aires, 2002
- BIB 2003, Bratislava, Slovacchia, 2003
- The White Ravens 2003, Bologna Children's Book Fair, Bologna, Italia, 2003
- Magic Pencil (illustratori inglesi e argentini), British Council, 2004
- The White Ravens 2004, Bologna Children's Book Fair, Bologna, Italia, 2004
- Installazione presso l'AECI (Asociación Española de Cooperación Internacional), Buenos Aires, Argentina, 2004
- BIB Japan 2004, Urawa Art Museum, Saitama, Giappone, 2004
- Mostra personale, Panta Rhei, Madrid, Spagna, 2005
- MINIMONDI, mostra personale nell'ambito del Festival della letteratura per ragazzi di Parma, Italia, 2007
- An Imaginary Library - Children's books that don't exist (yet), Internationale Jugendbibliothek, Monaco di Baviera, Germania, 2007
- 25a Mostra Internazionale dell'illustrazione per l'infanzia, Sarmede, Italia, 2007
- Children's Picture Books – The Contemporary Story, Nordiska Akvarellmuseet, Skärhamn, Svezia, 2008
- When Cows Fly, Bologna Children's Book Fair (Argentina Paese Ospite d'onore[14]), Bologna, Italia, 2008
- Vidente Natural, Zoo, Bologna, Italia, 2014[15]
- Visión diurna, el arte de Isol, Centro Cultural San Martín, Buenos Aires, Argentina, 2015[16]
- Bestiario doméstico, Biblioteca del Congreso, Buenos Aires, Argentina, 2019[17]
- El lápiz en el ojo, Centro cultural Roberto Fontanarrosa, Rosario, Argentina, 2022[18]

## Discografia

### Album
Con gli Entre Ríos
- Idioma suave (2002)
- Sal (2003)
- Onda (2005)

Con gli Alsace/Lorraine
- Dark One (2007)

Con Zypce (progetto SIMA)
- Sima (2008)
- Novela Gráfica (2014)

## Premi e riconoscimenti
- Menzione d'onore al concorso "A la orilla del viento", Fondo de Cultura Económica, 1997
- Primo premio di Illustrazione al Concorso Internazionale di illustrazione editoriale, Porto Alegre, Brasile, 1998
- Selezione White Ravens 2002 per El globo e 2004 per Secreto de familia (entrambi FCE Messico)
- Menzione speciale lista White Ravens 2003 (Internationale Jugendbibliothek di Monaco) per El cuento de navidad de Auggie Wren (testo di Paul Auster, Sudamericana, 2003)
- Premio ALIJA (Asociación de Libro Infantil y Juvenil Argentina) per Piñatas come migliore libro "completo" (testo, illustrazioni e edizione) 2004[20]
- Premio Golden Apple della Biennale di Illustrazione di Bratislava 2003, per le illustrazioni del libro Tic Tac (testi di Jorge Luján)
- Medaglia d'argento ai Premios Quórum (Consejos de Diseñadores de México) per il libro Tener un patito es útil
- Selezionata dall'American Institute of Graphic Arts (AIGA), USA, con il libro Tener un patito es útil, per la pubblicazione nell'annuario e nella mostra "AIGA 50 Books/50 Covers 2007", "per il suo concept e design"[21]
- Nominata dal Banco del Libro de Venezuela, membro dell'IBBY, per l'Astrid Lindgren Memorial Award 2008
- Menzione speciale finalista al Premio Hans Christian Andersen 2006[22] e 2007, IBBY – International Board of Books for Young People, Svizzera
- Astrid Lindgren Memorial Award 2013, ALMA Consiglio Nazionale dei Beni Culturali di Svezia, per l'opera[11]